# Brother Rapp
"Brother Rapp" é uma canção funk de 1970 escrita e cantada por James Brown. Foi lançada como single de duas partes pela King Records (K6285) no começo de 1970, mas foi rapidamente retirado das lojas. Foi lançado novamente posteriormente naquele mesmo ano em uma versão acelerada mecanicamente que entrou nas paradas como número 2 da R&B e número 32 da Pop. Também está presenta na lista de faixas do álbum Sex Machine usando overdub com sons de plateia. Uma versão ao vivo de "Brother Rapp" foi incluída no álbum Love Power Peace.
Em sua autobiografia de 1986, Brown relacionou que a mensagem lírica de "Brother Rapp" a seu apoio ao hip hop:
Admiro o rap e o break e todas as coisas que surgem do hip hop. Muitos dos discos são mensagens que expressam os problemas da comunidade. Usado de maneira correta, estes discos poderiam evitar que os tumultos dos anos sessenta aconteçam novamente. Se você sabe como a comunidade se sente sobre as coisas, então você pode fazer algo à respeito... É disto que trata minha canção "Brother Rapp".